# 佐山森
佐山 森（さやま しん）は、日本の声優である。主にアダルトゲームに声を当てている。
別名義に「藤神 司朗」がある。

## 出演作品

### 2010年
- 素晴らしき日々 〜不連続存在〜 （ケロQ、間宮 卓司役）[4]

### 2011年
- ヴァニタスの羊（RococoWorks、クロード・バトン役）[5]
- 神咒神威神楽（light、壬生 宗次郎役）[6]

### 2012年
- DRAMAtical Murder（Nitro+CHiRAL、ナオ役）[7]
- Zero Infinity -Devil of Maxwell-（light、鵺 乱丸役）[8]

### 2014年
- 空飛ぶ羊と真夏の花 -When girls wish upon a star.-（Navel honeybell、楯山 昴役）

### 2015年
- サクラノ詩 -櫻の森の上を舞う-（ケロQ、夏目 圭、恩田 寧役）

### 2019年
- 流星ワールドアクター（Heliodor、バジル役）

### 2020年
- 終ノ空 remake（間宮 卓司役）[9]

### 2023年
- サクラノ刻 -櫻の森の下を歩む-（夏目 圭）